# Джудже кебап
Джудже кебап (на персийски: جوجه کباب) е персийски пилешки кебап на скара.
Джудже кебап е едно от най-популярните ястия в Иран. Рецептата е лесна за изпълнение и много вкусна. Част е от уличната храна в Иран, но присъства задължително и в менютата на ресторантите.
Основната съставка е свежо, младо пилешко месо. Обикновено се приготвя с пилешки гърди без кожа и кости. За най-добри резултати, месото трябва да се маринова за една нощ. Маринатата съдържа: 2 глави лук, фино настъргани,6 супени лъжици лимонов сок, 1½ чаени лъжички сол, ½ чаена лъжичка черен пипер, 4 супени лъжици разтопено масло, малка щипка шафран, разтворена в 2 чаени лъжички топла вода.
Сервира се с ароматен ориз, домат и лук на скара.